# District de Burera

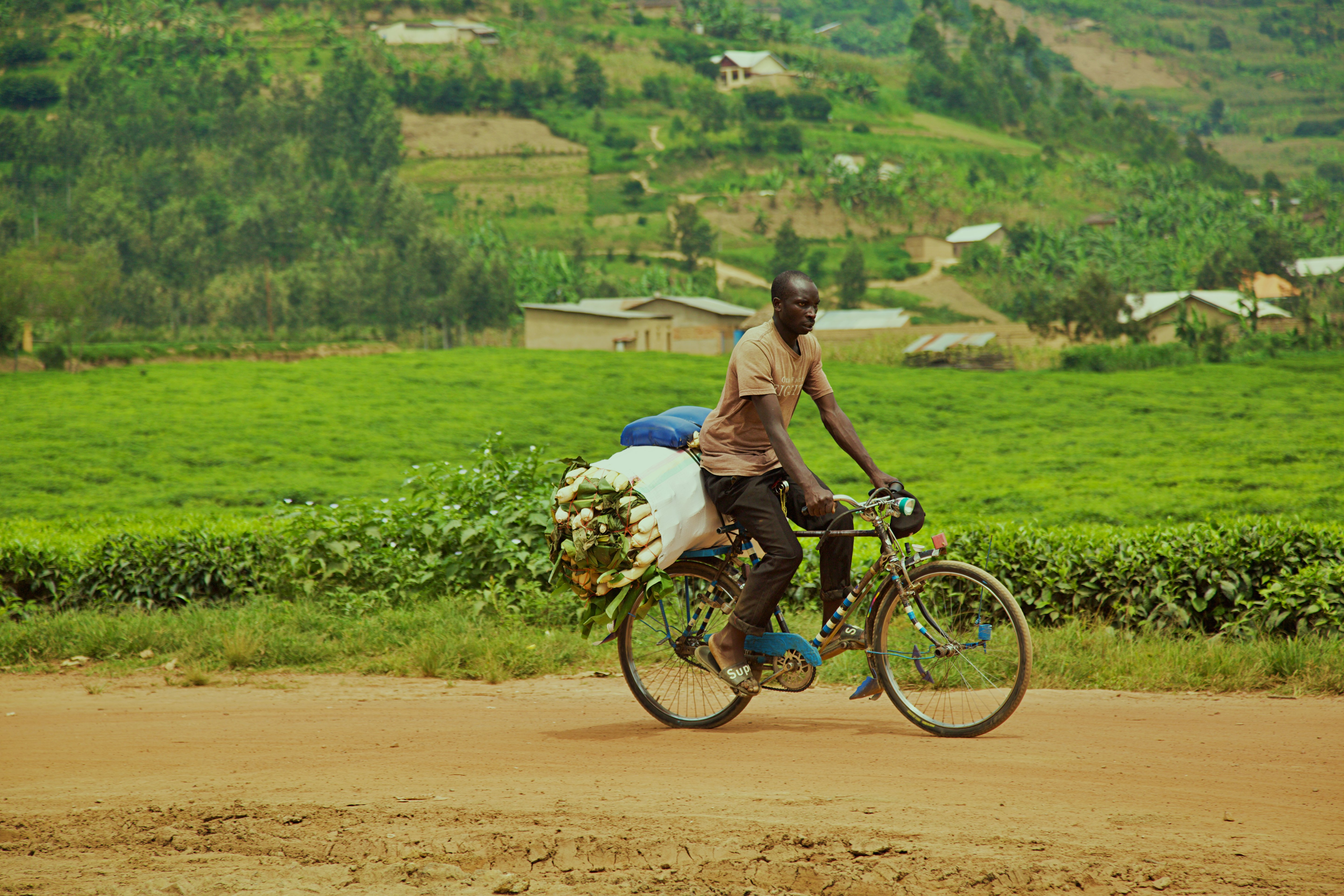
Un homme à bicyclette transportant un sac de blé, avec des plantations de thé à l'arrière-plan.

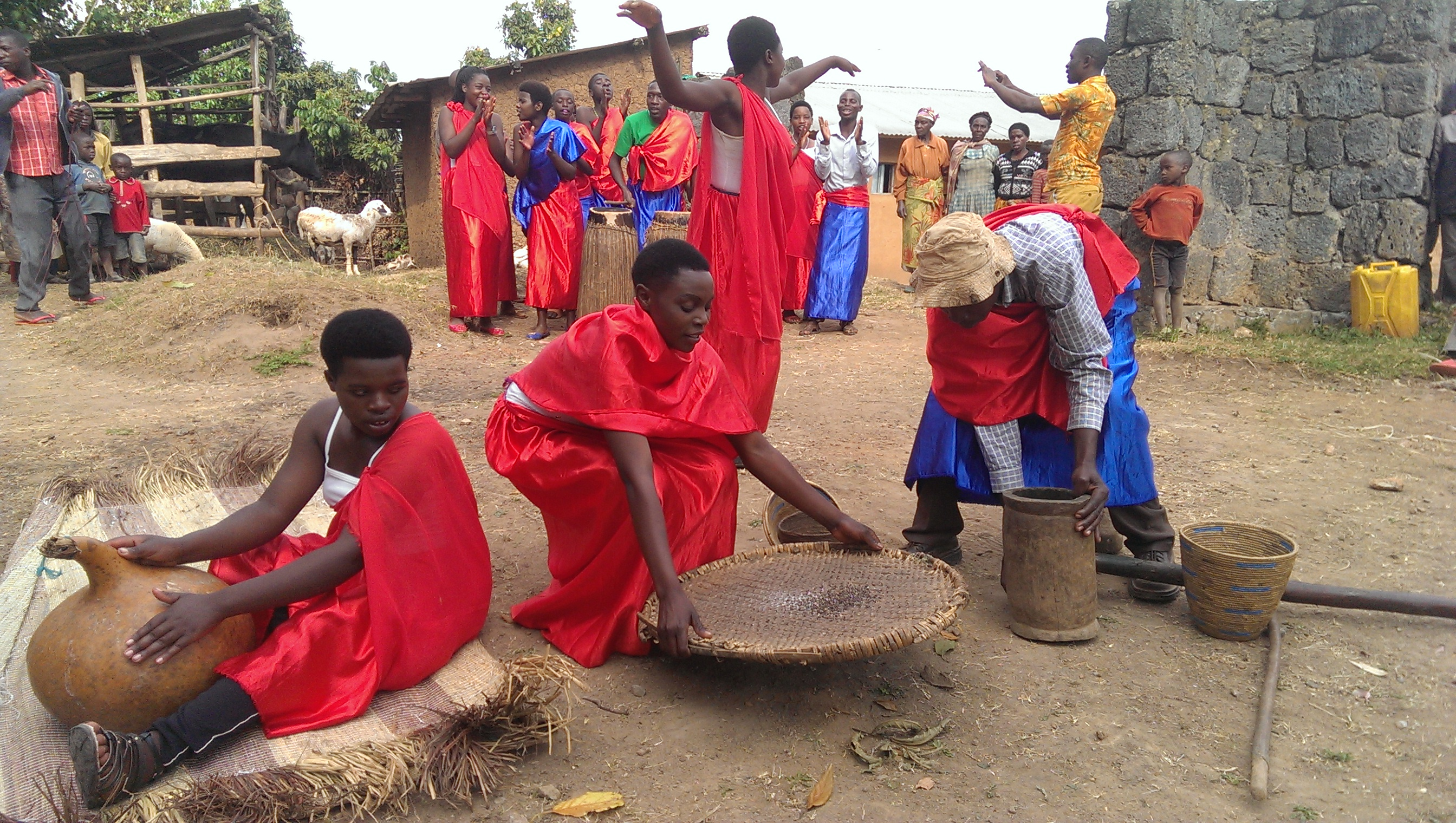
Préparation d'Ikibumbuze, une fête traditionnelle.

Le district de Burera se trouve dans la Province du Nord du Rwanda, à la frontière avec l'Ouganda.
Il se compose de 17 secteurs (imirenge) : Bungwe, Butaro, Cyanika, Cyeru, Gahunga, Gatebe, Gitovu, Kagogo, Kinoni, Kinyababa, Kivuye, Nemba, Rugarama, Rugendabari, Ruhunde, Rusarabuye, Rwerere et Ruhondo.
La population globale est, au recensement de 2012, de 336 582 habitants.
Le chef-lieu est Cyeru.
Sont appréciés le lac Ruhondo, le lac Burera, le volcan Muhavura.